# Saison 4 de Flash
Chronologie
Saison 3 Saison 5
La quatrième saison de Flash (The Flash), série télévisée américaine, est constituée de vingt-trois épisodes et a été diffusée du 10 octobre 2017 au 22 mai 2018 sur The CW, aux États-Unis.

## Synopsis
Pour expier ses fautes d'avoir créé le Flashpoint et affecté le flux temporel, Barry s'est volontairement exilé dans la Vitesse Pure. Six mois après sa disparition, ses amis de S.T.A.R Labs se retrouvent contraints de le libérer pour affronter un nouvel ennemi, mais il est rapidement confronté à de nouveaux méta-humains — créés par la fuite de matière noire échappée lors de sa libération — et au dangereux Clifford DeVoe, surnommé le Penseur, un humain redoutable, dont l'intelligence dépasse l'imagination, qui est à l'origine des événements survenus.

## Distribution

### Acteurs principaux
- Grant Gustin (VF : Alexandre Gillet) : Barry Allen / Flash
- Candice Patton (VF : Jessica Monceau) : Iris West-Allen
- Danielle Panabaker (VF : Marie Diot) : Dr Caitlin Snow / Killer Frost
- Carlos Valdes (VF : Antoine Schoumsky) : Cisco Ramon / Vibe
- Tom Cavanagh (VF : Serge Faliu) : Dr Harrison « Harry » Wells (Terre-II) (à partir de l'épisode 3) ainsi que le Conseil des Wells ; Eobard Thawne / Reverse-Flash (épisode 8)
- Jesse L. Martin (VF : Frantz Confiac) : le lieutenant Joe West

### Acteurs récurrents
- Neil Sandilands (VF : Guillaume Orsat) : Clifford DeVoe / Le Penseur
- Kim Engelbrecht (VF : Marion Koen) : Marlize DeVoe / The Mechanic, la femme et assistante du Penseur (16 épisodes)
- Hartley Sawyer (VF : Donald Reignoux) : Ralph Dibny / Elongated Man
- Danielle Nicolet (VF : Julie Dumas) : Cecile Horton
- Jessica Parker Kennedy (VF : Marie Giraudon) : Nora West-Allen, la fille de Barry et Iris venue du futur
- Patrick Sabongui (en) (VF : Nessym Guetat) : David Singh (en)
- Richard Brooks (VF : Thierry Desroses) : Gregory Wolfe
- Katee Sackhoff (VF : Ariane Deviègue) : Amunet Black / Blacksmith (en)
- Donna Pescow : Dr Sharon Finkle
- Mark Sweatman : Norvok
- Jessica Camacho (VF : Marie Zidi) : Gypsy (en)
- Keiynan Lonsdale (VF : Alex Fondja) : Wally West / Kid Flash (épisodes 1 à 3, 7 et 23 - récurrence à travers les saisons)
- Violett Beane (VF : Alexandra Ansidei) : Jesse Chambers Wells / Jesse Quick (en) (Terre-II) (épisode 15 - récurrence à travers les saisons)
- John Wesley Shipp (VF : Philippe Catoire) : Jay Garrick / Flash (Terre-III) (épisode 15 - récurrence à travers les saisons)

### Invités
- Britne Oldford (VF : Laëtitia Lefebvre) : Shawna Baez / Peek-a-Boo (en) (épisode 1)
- Dominic Burgess (VF : Jean-Marc Charrier) : Ramsey Deacon / Kilgore (épisodes 2, 3 et 13)
- Vito D'Ambrosio : le maire Anthony Bellows (épisodes 3, 4 et 12)
- Chelsea Kurtz (VF : Ludmila Ruoso) : Mina Chaytan / Black Bison (en) (épisodes 3, 6 et 13)
- Sugar Lyn Beard (VF : Laetitia Godès) : Becky Sharpe / Hazard (en) (épisodes 3 et 13) et Clifford DeVoe / le Penseur (épisodes 13 et 14)
- Danny Trejo (VF : Said Amadis) : Josh / Breacher, le père de Gypsy (épisodes 4 et 17)
- Kendrick Sampson (en) (VF : Diouc Koma) : Dominic Lanse / Brainstorm (en) et Clifford DeVoe / le Penseur (épisodes 9, 10 et 13)
- Mark Valley (VF : Boris Rehlinger) : Anton Slater (épisode 10)
- Bill Goldberg : David « Dave » Ratchet / Big Sir (en) (épisodes 11 et 12)
- Devon Graye (VF : Pierre Tessier) : Axel Walker / Trickster (épisode 11)
- Corinne Bohrer : Zoey Clark / Prank (épisode 11)
- Derek Mears (VF : Yann Sundberg) : Sylbert Rundine / Dwarfstar (en) (épisodes 12 et 13)
- Paul McGillion(VF : Guillaume Lebon) : Earl Cox (épisodes 13 et 17)
- Miranda MacDougall (VF : Marie Chevalot) : Izzy Bowin / The Fiddler et Clifford DeVoe / le Penseur (épisodes 14, 17 et 18)
- Leonardo Nam (VF : Stéphane Pouplard) : Matthew Kim / Melting Point (épisodes 16 et 18) et Clifford DeVoe / le Penseur (épisode 18)
- Max Adler : Jaco Birch / Pyro (épisode 16)
- Bethany Brown : Janet Petty / Null (épisodes 17 et 18)
- Arturo Del Puerto (VF : Bernard Gabay) : Edwin Gauss / Folded Man et Clifford DeVoe / le Penseur (épisode 18)

### Invités des séries dérivées ou du même univers
- Emily Bett Rickards (VF : Aurore Bonjour) : Felicity Smoak (épisodes 5 et 8)
- Stephen Amell (VF : Sylvain Agaësse) : Oliver Queen / Green Arrow (épisode 8)
- Melissa Benoist (VF : Zina Khakhoulia) : Kara Danvers / Supergirl (épisode 8)
- Franz Drameh (VF : Eilias Changuel) : Jefferson « Jax » Jackson / Firestorm (épisode 8)
- Victor Garber (VF : Gabriel Le Doze) : Pr Martin Stein / Firestorm (épisode 8)
- Jeremy Jordan (VF : Rémi Caillebot) : Winslow « Winn » Schott (épisode 8)
- Chyler Leigh (VF : Véronique Desmadryl) : Alexandra « Alex » Danvers (épisode 8)
- Caity Lotz (VF : Anne-Charlotte Piau) : Sara Lance / White Canary (épisode 8)
- Wentworth Miller (VF : Xavier Fagnon) : Leonard Snart / Citizen Cold (épisodes 8 et 19)
- Russell Tovey (VF : Thibaut Lacour) : Ray Terrill / The Ray (épisode 8)
- Katie Cassidy (VF : Anne Tilloy) : Laurel Lance / Siren-X (Terre-X) (épisode 19)

## Production

### Développement
Le 8 janvier 2017, la série a été renouvelée pour une quatrième saison.
En juillet 2017, la production a confirmé être, depuis le 20 juin 2017, en pleine écriture du scénario des nouveaux épisodes.
Quelques jours plus tard, lors du Comic-Con de San Diego, un trailer est dévoilé.
Peu après, il est révélé que l'intrigue de cette saison reprendra six mois après les évènements de la troisième saison.

### Attribution des rôles
En juillet 2017, toute la distribution principale est confirmé pour faire son retour avec une nuance pour Tom Cavanagh qui n'a pas encore eu son rôle dévoilé (retour du Dr Harrison Wells de Terre-2 ou nouvelle version de son personnage). Britne Oldford est annoncée pour reprendre son rôle le temps du premier épisode, Hartley Sawyer a obtenu le rôle de Ralph Dibny / Elongated Man et Anne Dudek est annoncée pour réapparaître lors de la saison mais sans dévoiler le moment.
Le même mois, l'antagoniste principal de cette saison qui s'opposera à Flash est annoncé et sera Clifford DeVoe / le Penseur,, interprété par Neil Sandilands, accompagné par son assistante The Mechanic, joué par Kim Engelbrecht.
Aussi, Danny Trejo a obtenu le rôle de Breacher, le père de Gypsy et il a été confirmé que Tom Felton ne reprendra pas son rôle de Julian Albert au statut de principal lors de cette saison.
En août 2017, Sugar Lyn Beard a obtenu le rôle de Rebecca Sharpe / Hazard (en) et Katee Sackhoff, le rôle récurrent de Amunet Black / Blacksmith (en).
Le même mois, Tom Cavanagh a évoqué quelques détails sur la version de son personnage en déclarant qu'il reprendra le rôle d'Harry et qu'un potentiel changement s'opérerait ultérieurement.
En novembre 2017, Richard Brooks a obtenu le rôle récurrent de Warden Gregory Wolfe, un gardien impitoyable de la prison d'Iron Heights, Wentworth Miller (Leonard Snart / Captain Cold) annonce qu'il réapparaîtra encore une toute dernière fois dans la série ainsi que dans Legends of Tomorrow et Kendrick Sampson (en) est annoncé pour un arc de plusieurs épisodes lors de cette saison.
En décembre 2017, Wentworth Miller déclare qu'il tournera sa dernière scène dans la série en janvier 2018 et déclare également que si l'occasion se présente, il reviendra dans l'univers

### Diffusions
- Aux États-Unis, la saison est diffusée depuis le 10 octobre 2017 sur The CW[17]
- Au Canada, elle est diffusée en simultané, la saison d'automne sur CTV, et le reste de la saison sur CTV Two[18].

La diffusion francophone se déroule ainsi :
- Au Québec, elle est disponible depuis le 23 août 2018 sur le Club Illico[19].

## Liste des épisodes
1. Cours Barry, cours !
2. La Confusion des sentiments
3. La Faute à pas de chance
4. Une journée sans fin
5. Virée entre filles
6. Quand Harry rencontre Harry
7. Le Pouvoir de la pensée
8. Terre-X : Rébellions
9. Rien ne sert de courir
10. Justice à deux vitesses
11. L'Homme élastique
12. Chérie, j'ai rétréci l'équipe
13. Transfert d'âme
14. Sujet n°9
15. En une fraction de seconde
16. Cours Iris, cours !
17. Une plaisanterie de trop
18. N'oublie pas qui tu es
19. La Fureur des puissants
20. La Nuit du penseur
21. Le Conseil des Wells
22. Éclair de génie
23. Nous sommes Flash

### Épisode 1:Cours Barry, cours!
- États-Unis /  Canada : 10 octobre 2017 sur The CW[17] / CTV[20]
- France : 9 juillet 2018 sur TF1[21]
- Québec : 23 août 2018 sur Club Illico

- États-Unis : 2,84 millions de téléspectateurs[22] (première diffusion)
- Canada : 1,06 million de téléspectateurs[23] (première diffusion + différé 7 jours)
- France : 1,13 million de téléspectateurs[24](première diffusion)

- Britne Oldford (Shawna Baez / Peek-a-Boo)

Six mois après que Barry a été piégé dans la Vitesse Pure, Wally et Cisco ont repris le flambeau. Ce sont les nouveaux défenseurs de Central City. Après avoir mis hors d'état de nuire Peak-a-Boo, le duo est confronté à Samouroïd, un nouveau super vilain qui lance un ultimatum à l'équipe : il veut détruire la ville si Flash ne lui est pas livré. L'équipe Flash doit trouver un moyen de le libérer de sa prison. Malgré le fait qu'Iris ne voit pas d'un très bon œil le fait de le sortir de la Vitesse Pure en mettant en danger la ville entière de Central City, le jeune scientifique poursuit son idée et va retrouver Caitlin qui désormais travaille comme barman dans un pub malfamé. Elle accepte de l'aider. Après avoir informé Wally et Joe, le duo fait une percée dans le ciel avec un canon de leur fabrication et un Flash apparaît. Barry est ramené au poste de police. Tous ses amis le retrouvent mais il a changé, il a vieilli et porte une barbe et a un comportement étrange : il ne cesse de gribouiller des signes et parle comme un fou. Samouroïd refait son apparition. Comme Barry n'est pas en état de se battre, Wally prend sa place dans le costume de Flash mais il est rapidement battu et blessé à la jambe droite. Iris décide de se livrer au robot ce qui a pour réflexe de sortir Barry de sa catatonie. Il reprend confiance et affronte le robot. Il sauve Iris et retrouve l'équipe à Star Labs.

### Épisode 2:La Confusion des sentiments
- États-Unis /  Canada : 17 octobre 2017 sur The CW / CTV
- France : 9 juillet 2018 sur TF1
- Québec : 23 août 2018 sur Club Illico

- États-Unis : 2,54 millions de téléspectateurs[25] (première diffusion)
- Canada : 983 000 téléspectateurs[26] (première diffusion + différé 7 jours)
- France : 793 000 téléspectateurs[24](première diffusion)

- Dominic Burgess (Ramsey Deacon / Killg%re)
- Donald Heng (Tim Kwon)
- Ryan McDonell (Weaver)
- Aliza Vellani (Sheila Agnani)
- Donna Pescow (Dr Sharon Finkel)

Un milliardaire est retrouvé mort le corps broyé dans un ascenseur et Cisco découvre que le responsable a piraté la machine. Barry a ainsi l'occasion de tester l'ensemble des fonctionnalités de sa nouvelle tenue dans sa traque de Ramsey Deacon, un méta-humain capable de pirater toute technologie par son esprit. Cisco est trop occupé à trouver un moyen de contrer Deacon qu'il doit repousser son rendez-vous avec Gypsy, ce qu'elle prend très mal car elle comptait célébrer l'équivalent de la Saint-Valentin sur Terre-19.

### Épisode 3:La Faute à pas de chance
- États-Unis /  Canada : 24 octobre 2017 sur The CW / CTV
- France : 16 juillet 2018 sur TF1
- Québec : 23 août 2018 sur Club Illico

- États-Unis : 2,62 millions de téléspectateurs[27] (première diffusion)
- Canada : 1,01 million de téléspectateurs[28] (première diffusion + différé 7 jours)
- France : 458 000 téléspectateurs[29](première diffusion)

- Peter Chao (Millenial)
- Vito D'Ambrosio (Maire Anthony Bellows)
- Sugar Lyn Beard (Becky Sharpe)
- Chelsea Kurtz (Mina Chaytan / Black Bison)
- Violett Beane (Jesse Chambers / Jesse Quick)

### Épisode 4:Une journée sans fin
- États-Unis /  Canada : 31 octobre 2017 sur The CW / CTV
- France : 16 juillet 2018 sur TF1
- Québec : 23 août 2018 sur Club Illico

- États-Unis : 1,99 million de téléspectateurs[30] (première diffusion)
- Canada : 909 000 téléspectateurs[31] (première diffusion + différé 7 jours)
- France : 265 000 téléspectateurs[29](première diffusion)

- Danny Trejo (Breacher)
- Vito D'Ambrosio (Maire Anthony Bellows)
- Hartley Sawyer : Ralph Dibny

- Keiynan Lonsdale ne fait plus partie de la distribution principale durant l'absence de son personnage.[réf. nécessaire]

### Épisode 5:Virée entre filles
- États-Unis /  Canada : 7 novembre 2017 sur The CW / CTV
- France : 25 juillet 2018 sur TF1
- Québec : 23 août 2018 sur Club Illico

- États-Unis : 2,38 millions de téléspectateurs[32] (première diffusion)
- Canada : 1,03 million de téléspectateurs[33] (première diffusion + différé 7 jours)

- Emily Bett Rickards (Felicity Smoak)
- Riley Jade (Joanie, la fille de Cécile)
- Matt Afonzo (Le Pleureur)
- Mark Sweatman (Norvok)
- Liam Hughes (Jeune Barry)
- Sasha Rojen (Jeune Iris)
- Katee Sackhoff (Amunet Black / Blacksmith)

### Épisode 6:Quand Harry rencontre Harry
- États-Unis /  Canada : 14 novembre 2017 sur The CW / CTV
- France : 25 juillet 2018 sur TF1
- Québec : 23 août 2018 sur Club Illico

- États-Unis : 2,46 millions de téléspectateurs[34] (première diffusion)
- Canada : 1,07 million de téléspectateurs[35] (première diffusion + différé 7 jours)

- Chelsea Kurtz (Mina Chaytan / Black Bison)
- Donna Pescow (Dr Sharon Finkel)
- Matt Afonzo (Le Pleureur)

- Alors que Wells réunit les hologrammes de ses trois doubles, un quatrième apparait brièvement (avant d'être viré par Wells), dont le nom (Wells le Gris) et la tenue sont une référence directe au personnage de Gandalf créé par Tolkien.
- Le titre de l'épisode peut faire référence au film Quand Harry rencontre Sally. La relation conflictuelle entre Harry et Cisco est un écho à la relation entre Harry et Sally.

### Épisode 7:Le Pouvoir de la pensée
- États-Unis /  Canada : 21 novembre 2017 sur The CW / CTV
- France : 25 juillet 2018 sur TF1
- Québec : 23 août 2018 sur Club Illico

- États-Unis : 2,2 millions de téléspectateurs[36] (première diffusion)
- Canada : 882 000 téléspectateurs[37] (première diffusion + différé 7 jours)

- Paul Batten (Dr Ortiz)

- Cet épisode marque le retour de Keiynan Lonsdale dans son rôle de Wally West alias Kid Flash.

### Épisode 8:Terre-X: Rébellions
- États-Unis /  Canada : 28 novembre 2017 sur The CW / CTV
- France : 1er août 2018 sur TF1
- Québec : 23 août 2018 sur Club Illico

- États-Unis : 2,82 millions de téléspectateurs[38] (première diffusion)
- Canada : 1,16 million de téléspectateurs[39] (première diffusion + différé 7 jours)

- Stephen Amell (Oliver Queen / Green Arrow / Dark Arrow)
- Victor Garber (Pr Martin Stein)
- Emily Bett Rickards (Felicity Smoak)
- Caity Lotz (Sara Lance / White Canary)
- Chyler Leigh (Alex Danvers)
- Franz Drameh (Jefferson Jackson / Firestorm)
- Paul Blackthorne (Quentin Lance Terre-X)
- Jeremy Jordan (Winn Schott Terre-X)
- Juliana Harkavy (Dinah Drake / Black Canary)
- Melissa Benoist (Kara Danvers / Supergirl / Overgirl)
- Wentworth Miller (Leonard Snart / Citizen Cold)
- Russell Tovey (Ray Terrill / The Ray)
- Frederick Schmidt (voix originale de Metallo-X)

- Cet épisode est la troisième partie du crossover avec les autres séries du même univers[40]. Ce crossover débute avec un épisode de Supergirl (saison 3, épisode 8), suivit d'un épisode d'Arrow (saison 6, épisode 8). Le crossover se termine avec un épisode de Legends of Tomorrow (saison 3, épisode 8).

### Épisode 9:Rien ne sert de courir
- États-Unis /  Canada : 5 décembre 2017 sur The CW / CTV
- France : 1er août 2018 sur TF1
- Québec : 23 août 2018 sur Club Illico

- États-Unis : 2,22 millions de téléspectateurs[41] (première diffusion)
- Canada : 1,08 million de téléspectateurs[42] (première diffusion + différé 7 jours)

- Kendrick Sampson (en) (Dominic Lanse / Brainstorm)

### Épisode 10:Justice à deux vitesses
- États-Unis /  Canada : 16 janvier 2018 sur The CW[43] / CTV Two[18]
- France : 1er août 2018 sur TF1
- Québec : 23 août 2018 sur Club Illico

- États-Unis : 2,51 millions de téléspectateurs[44] (première diffusion)

- Mark Valley (Procureur Anton Slater)
- Ken Camroux-Taylor (Juge Hankerson)

### Épisode 11:L'Homme élastique
- États-Unis /  Canada : 23 janvier 2018 sur The CW / CTV Two
- France : 8 août 2018 sur TF1
- Québec : 23 août 2018 sur Club Illico

- États-Unis : 2,12 millions de téléspectateurs[45] (première diffusion)

- Jessica Parker Kennedy (Nora West-Allen)
- Bill Goldberg (Dave Ratchet / Big Sir)
- Devon Graye (Axel Walker / Trickster)
- Corinne Bohrer (Zoey Clark / Prank)

- Beebo, dans l'usine de jouets, a été introduit dans le 9e épisode de la troisième saison de Legends of Tomorrow.
- Corinne Bohrer interprète ici Zoey Clark. Elle avait déjà tenu ce rôle dans l'épisode 21 de la saison 1 de la série Flash des années 1990. Une photographie de cet épisode est d'ailleurs réutilisée.

### Épisode 12:Chérie, j'ai rétréci l'équipe
- États-Unis /  Canada : 30 janvier 2018 sur The CW / CTV Two
- France : 8 août 2018 sur TF1
- Québec : 23 août 2018 sur Club Illico

- États-Unis : 2,6 millions de téléspectateurs[46] (première diffusion)

- Bill Goldberg (Dave Ratchet / Big Sir)
- Derek Mears (Sylbert Rundine / Dwarfstar (en))

### Épisode 13:Transfert d'âme
- États-Unis /  Canada : 6 février 2018 sur The CW / CTV Two
- France : 8 août 2018 sur TF1
- Québec : 23 août 2018 sur Club Illico

- États-Unis : 2,28 millions de téléspectateurs[47] (première diffusion)

- Derek Mears (Sylbert Rundine / Dwarfstar (en))
- Dominic Burgess (Ramsey Deacon / Killg%re)
- Sugar Lyn Beard (Becky Sharpe / Hazard)
- Chelsea Kurtz (Mina Chaytan / Black Bison)
- Paul McGillion (Earl Cox)
- Ken Camroux-Taylor (Juge Hankerson)

### Épisode 14:Sujet n°9
- États-Unis /  Canada : 27 février 2018 sur The CW / CTV Two
- France : 15 août 2018 sur TF1
- Québec : 23 août 2018 sur Club Illico

- États-Unis : 2,12 millions de téléspectateurs[48] (première diffusion)

- Miranda MacDougall (Izzy Bowin)

### Épisode 15:En une fraction de seconde
- États-Unis /  Canada : 6 mars 2018 sur The CW / CTV Two
- France : 15 août 2018 sur TF1
- Québec : 23 août 2018 sur Club Illico

- États-Unis : 2,04 millions de téléspectateurs[49] (première diffusion)

- Jessica Parker Kennedy (Nora Allen)

### Épisode 16:Cours Iris, cours!
- États-Unis /  Canada : 13 mars 2018 sur The CW / CTV Two
- France : 22 août 2018 sur TF1
- Québec : 23 août 2018 sur Club Illico

- États-Unis : 2,09 millions de téléspectateurs[50] (première diffusion)

- Max Adler (Jaco Birch / Pyro)

### Épisode 17:Une plaisanterie de trop
- États-Unis /  Canada : 10 avril 2018 sur The CW[51] / CTV Two
- France : 22 août 2018 sur TF1
- Québec : 23 août 2018 sur Club Illico

- États-Unis : 1,82 million de téléspectateurs[52] (première diffusion)

- Jason Mewes (Jay)
- Kevin Smith (Bob)
- Danny Trejo (Breacher)

### Épisode 18:N'oublie pas qui tu es
- États-Unis /  Canada : 17 avril 2018 sur The CW / CTV Two
- France : 22 août 2018 sur TF1
- Québec : 23 août 2018 sur Club Illico

- États-Unis : 1,88 million de téléspectateurs[53] (première diffusion)

- Arturo Del Puerto (Edwin Gauss)

- Retour de Neil Sandilands en tant que DeVoe après quatre épisodes d'absence.

### Épisode 19:La Fureur des puissants
- États-Unis /  Canada : 24 avril 2018 sur The CW / CTV Two
- France : 22 août 2018 sur TF1
- Québec : 23 août 2018 sur Club Illico

- États-Unis : 1,9 million de téléspectateurs[54] (première diffusion)

- Wentworth Miller (Leo Snart / Citizen Cold)
- Katie Cassidy (Laurel Lance / Siren-X)
- Ryan Alexander McDonald (Neil Borman / Fallout)
- Donna Pescow (Dr Sharon Finkel)

- Dernière apparition de Wentworth Miller dans la série.

### Épisode 20:La Nuit du penseur
- États-Unis /  Canada : 1er mai 2018 sur The CW / CTV Two
- France : 29 août 2018 sur TF1
- Québec : 23 août 2018 sur Club Illico

- États-Unis : 1,7 million de téléspectateurs[55] (première diffusion)

- Jessica Camacho (Cynthia / Gypsy)
- Sean Poague (Accelerated Man)
- Jessica Parker Kennedy (Nora Allen)

### Épisode 21:Le Conseil des Wells
- États-Unis /  Canada 8 mai 2018 sur The CW / CTV Two
- France : 29 août 2018 sur TF1
- Québec : 23 août 2018 sur Club Illico

- États-Unis : 1,74 million de téléspectateurs[56] (première diffusion)

- Mark Sweatman (Norvok)

### Épisode 22:Éclair de génie
- États-Unis /  Canada : 15 mai 2018 sur The CW / CTV Two
- France : 29 août 2018 sur TF1
- Québec : 23 août 2018 sur Club Illico

- États-Unis : 1,93 million de téléspectateurs[57] (première diffusion)

- Ryan Alexander McDonald (Neil Borman / Fallout)
- Donna Pescow (Dr Sharon Finkel)
- David Ramsey (John Diggle)

### Épisode 23:Nous sommes Flash
- États-Unis /  Canada : 22 mai 2018 sur The CW[58] / CTV Two
- France : 29 août 2018 sur TF1
- Québec : 23 août 2018 sur Club Illico

- États-Unis : 2,16 millions de téléspectateurs[59] (première diffusion)

- Jessica Parker Kennedy (Nora West-Allen)